# Bitoma rufithorax
Bitoma rufithorax là một loài bọ cánh cứng trong họ Zopheridae. Loài này được Pic miêu tả khoa học năm 1925.